# Campionati europei di atletica leggera 2014 - 1500 metri piani maschili
La gara di corsa dei 1500 metri piani maschili dei campionati europei di atletica leggera di Zurigo 2014 si è svolta il 15 e 17 agosto 2014 presso lo Stadio Letzigrund.

## Podio
| Gold   | Mahiedine Mekhissi-Benabbad Francia |
| Silver | Henrik Ingebrigtsen Norvegia        |
| Bronze | Chris O'Hare Gran Bretagna          |

## Programma
| Data           | Tempo | Evento         |
| -------------- | ----- | -------------- |
| 15 agosto 2014 | 13:50 | Qualificazione |
| 17 agosto 2014 | 17:05 | Finale         |

Ora locale (UTC+2).

## Risultati

### Qualificazione
I primi tre atleti classificati di ogni gruppe (Q) e quelli con i quattro migliori tempi (q) avanzano in finale.
| Pos. | Batteria | Nome                        | Nazione       | Tempo   | Note                                     |
| ---- | -------- | --------------------------- | ------------- | ------- | ---------------------------------------- |
| 1    | 2        | Chris O'Hare                | Gran Bretagna | 3:39.24 | Q                                        |
| 2    | 1        | Henrik Ingebrigtsen         | Norvegia      | 3:39.32 | Q                                        |
| 3    | 1        | Charlie Grice               | Gran Bretagna | 3:39.41 | Q                                        |
| 4    | 1        | Mahiedine Mekhissi-Benabbad | Francia       | 3:39.43 | Q                                        |
| 5    | 1        | Tarik Moukrime              | Belgio        | 3:39.50 | Q                                        |
| 6    | 1        | Stanislav Maslov            | Ucraina       | 3:39.63 | q                                        |
| 7    | 1        | Jakub Holuša                | Rep. Ceca     | 3:39.64 | q                                        |
| 7    | 2        | Homiyu Tesfaye              | Germania      | 3:39.64 | Q                                        |
| 9    | 1        | Ciarán Ó Lionáird           | Irlanda       | 3:39.79 | q                                        |
| 10   | 2        | Timo Benitz                 | Germania      | 3:39.83 | Q                                        |
| 11   | 2        | Paul Robinson               | Irlanda       | 3:39.83 | Q                                        |
| 12   | 1        | Florian Orth                | Germania      | 3:39.99 | q                                        |
| 13   | 2        | İlham Tanui Özbilen         | Turchia       | 3:40.09 |                                          |
| 14   | 1        | Pieter-Jan Hannes           | Belgio        | 3:40.34 |                                          |
| 15   | 2        | Florian Carvalho            | Francia       | 3:40.39 |                                          |
| 16   | 2        | Manuel Olmedo               | Spagna        | 3:40.48 |                                          |
| 17   | 2        | Filip Ingebrigtsen          | Norvegia      | 3:41.06 |                                          |
| 18   | 1        | Goran Nava                  | Serbia        | 3:41.43 |                                          |
| 19   | 2        | Isaac Kimeli                | Belgio        | 3:41.96 |                                          |
| 20   | 2        | Andreas Bueno               | Danimarca     | 3:42.06 |                                          |
| 21   | 1        | Emanuel Rolim               | Portogallo    | 3:42.22 |                                          |
| 22   | 2        | Jan Hochstrasser            | Svizzera      | 3:43.89 |                                          |
| 23   | 2        | Dmitrijs Jurkevičs          | Lettonia      | 3:45.92 | Miglior prestazione personale stagionale |
| 24   | 1        | Mohad Abdikadar Sheik Ali   | Italia        | 3:46.07 |                                          |
| 25   | 1        | Adel Mechaal                | Spagna        | 3:47.60 |                                          |
| 26   | 2        | Jonas Leandersson           | Svezia        | 3:49.64 |                                          |
| 27   | 1        | John Travers                | Irlanda       | 3:49.73 |                                          |
| 28   | 1        | Amine Khadiri               | Cipro         | 3:50.15 |                                          |
| 29   | 2        | Soufiane El Kabbouri        | Italia        | 4:02.76 | q                                        |
| 30   | 1        | Kelvin Gomez                | Gibilterra    | 4:05.71 |                                          |
| 31   | 2        | David Bustos                | Spagna        | 4:21.39 | q                                        |
| -    | 2        | Andreas Vojta               | Austria       | dq      |                                          |

### Finale
| Pos.    | Nome                        | Nazione       | Tempo   | Note |
| ------- | --------------------------- | ------------- | ------- | ---- |
| Oro     | Mahiedine Mekhissi-Benabbad | Francia       | 3:45.60 |      |
| Argento | Henrik Ingebrigtsen         | Norvegia      | 3:46.10 |      |
| Bronzo  | Chris O'Hare                | Gran Bretagna | 3:46.18 |      |
| 4       | Paul Robinson               | Irlanda       | 3:46.35 |      |
| 5       | Homiyu Tesfaye              | Germania      | 3:46.46 |      |
| 6       | David Bustos                | Spagna        | 3:46.92 |      |
| 7       | Timo Benitz                 | Germania      | 3:47.26 |      |
| 8       | Tarik Moukrime              | Belgio        | 3:47.33 |      |
| 9       | Soufiane El Kabbouri        | Italia        | 3:51.98 |      |
| 10      | Florian Orth                | Germania      | 3:54.35 |      |
| 11      | Stanislav Maslov            | Ucraina       | 3:54.59 |      |
| 12      | Charlie Grice               | Gran Bretagna | 4:04.81 |      |
| -       | Ciarán Ó Lionáird           | Irlanda       | dnf     |      |
| -       | Jakub Holuša                | Rep. Ceca     | dns     |      |